# Maruzza Astolfi
Maruzza Astolfi (Polesella, 17 febbraio 1928 – Rovigo, 8 novembre 2010) è stata una politica e partigiana italiana.

## Biografia
Staffetta partigiana durante la resistenza italiana, fu dirigente provinciale della federazione polesana del PCI e dell'UDI. 
Parlamentare per due legislature, nella IV e nella VI (dal 1965 subentrando al defunto compagno di partito Alfredo De Polzer al 1968 e poi nuovamente dal 1972 al 1976), fu componente della commissione finanze e della commissione igiene e sanità. Fu inoltre consigliere comunale e sindaco del comune di Polesella dal 1980 al 1995.